# Trambaan

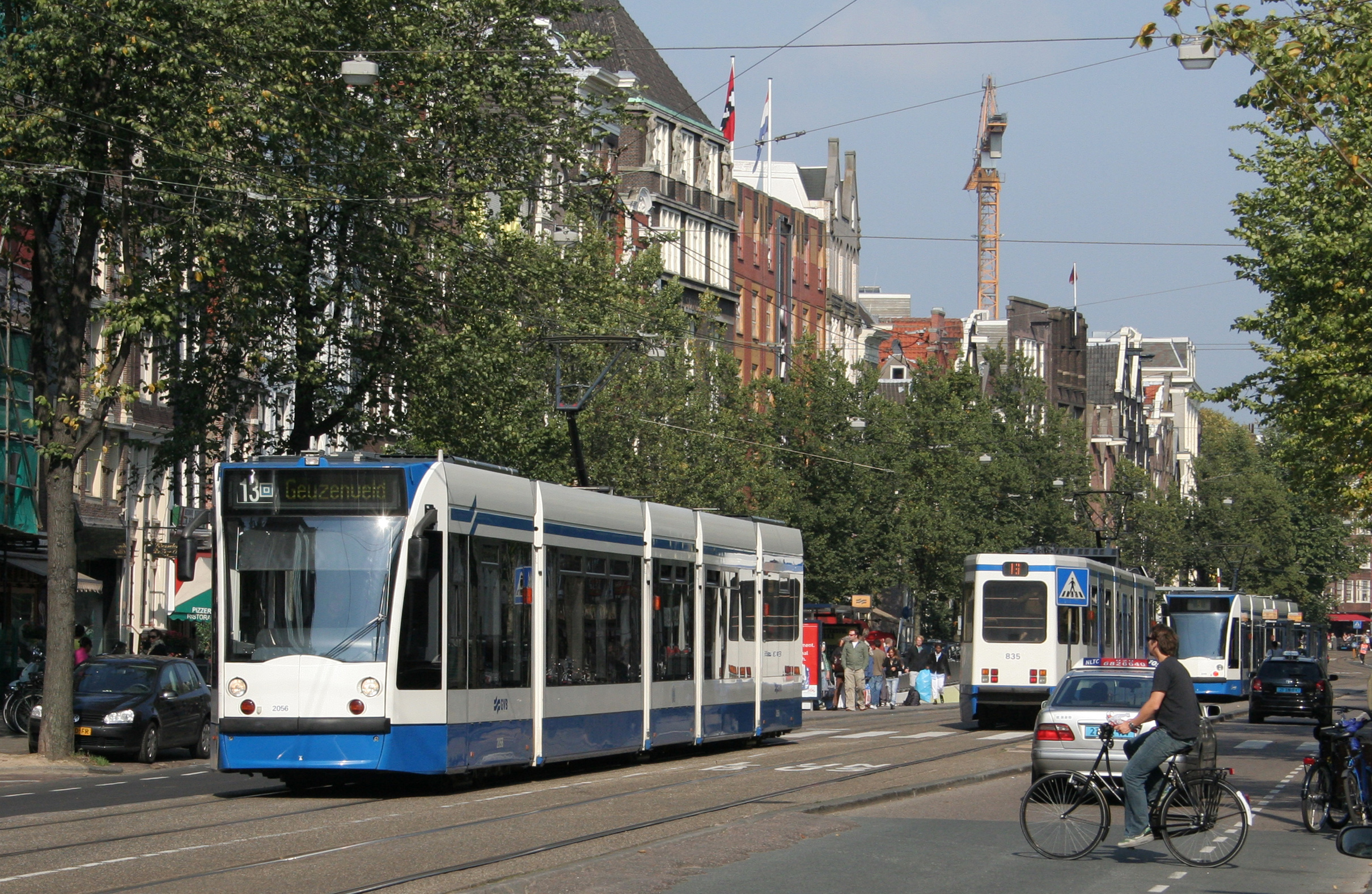
Straatspoor in Amsterdam.

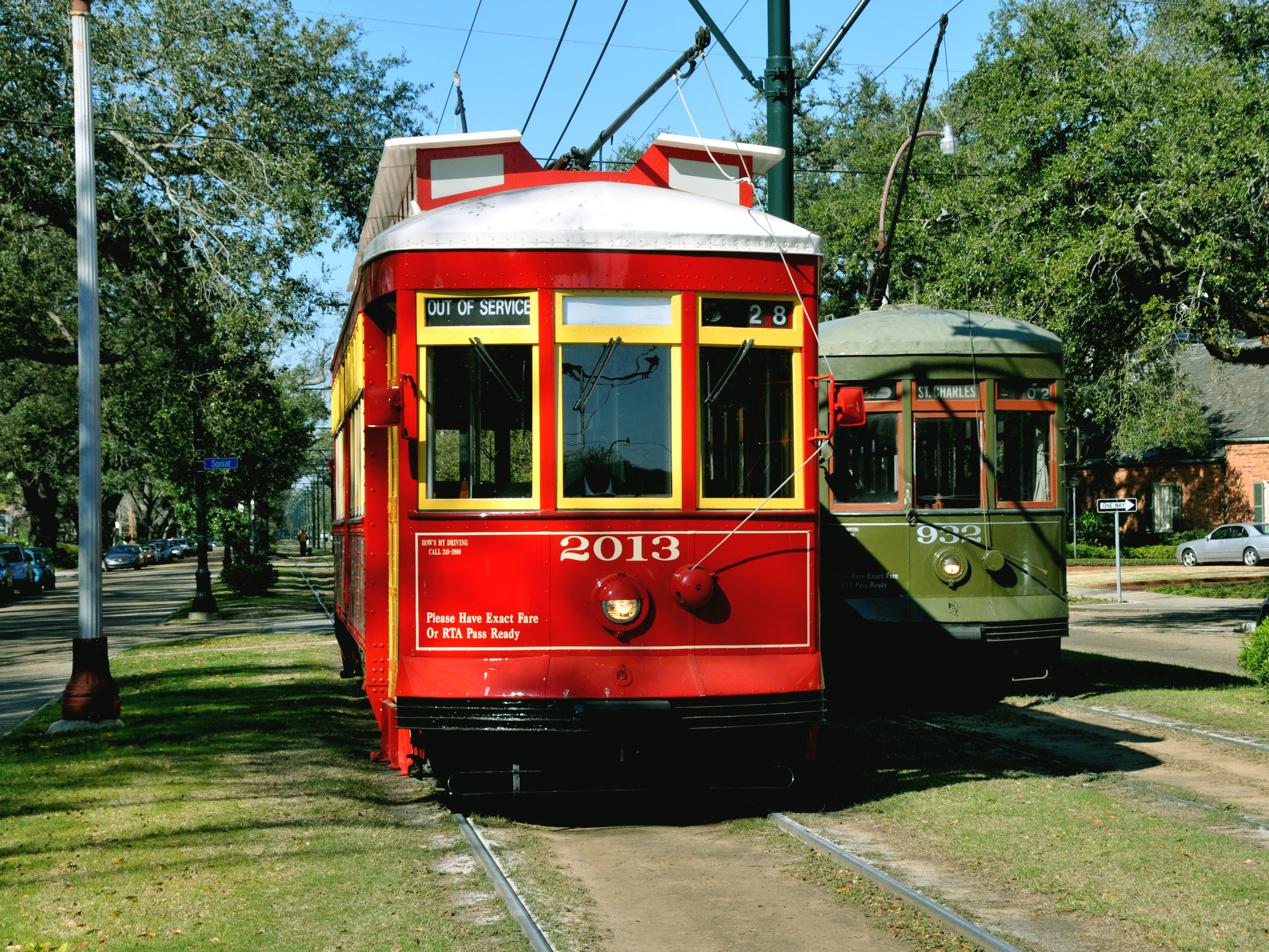
Grasbaan in New Orleans

Verschil in profiel van wiel met rail bij trein (rechts) en tram (links).

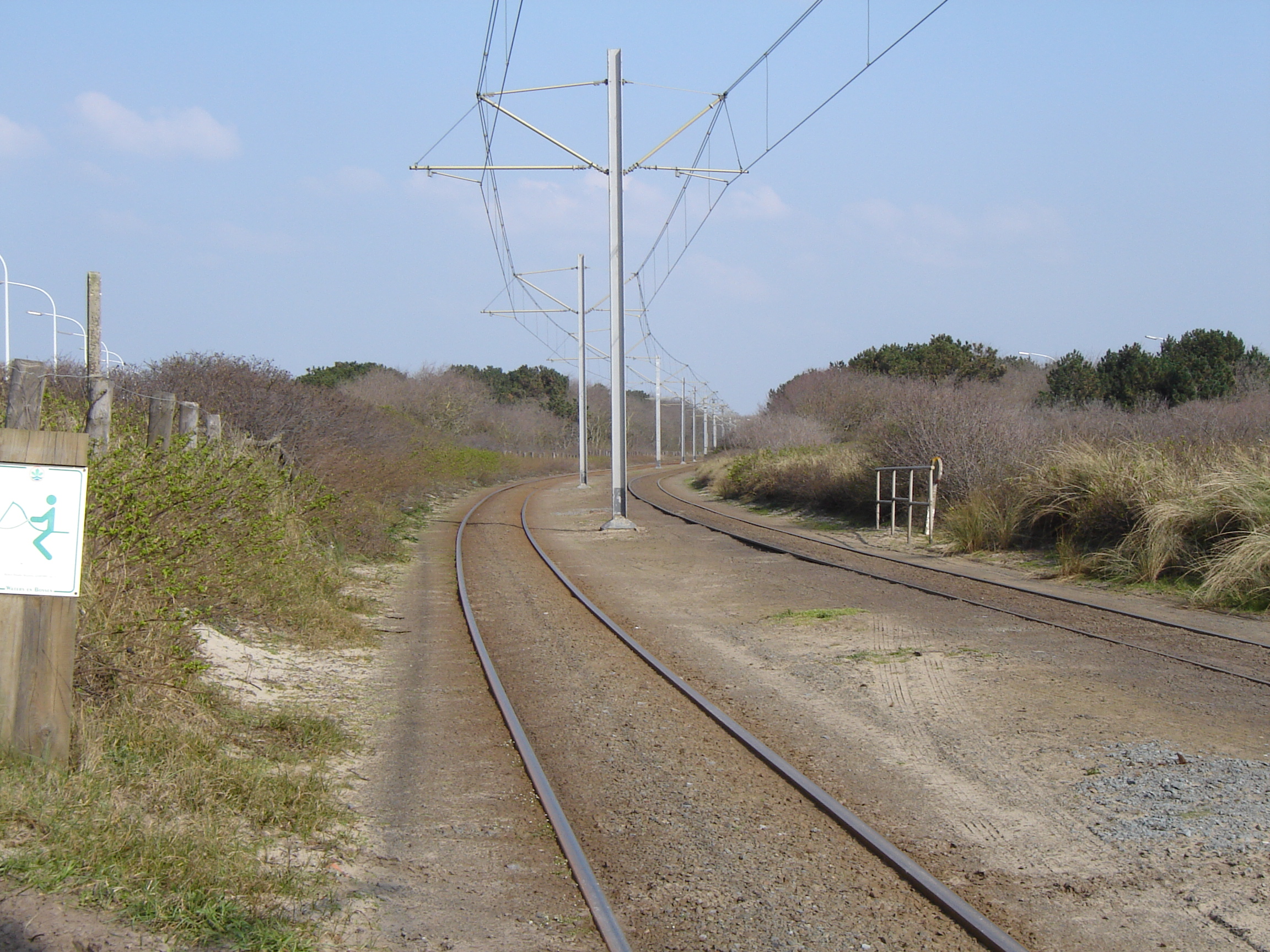
Trambaan van de Vlaamse Kusttram

Een trambaan of tramweg is een spoorweg die speciaal gebouwd is voor gebruik door trams. Trambanen worden tegenwoordig doorgaans aangelegd in stedelijke gebieden en maken deel uit van wegen of straten of kruisen in ieder geval zeer regelmatig gewoon wegverkeer. Door het lagere gewicht van trams en de lagere snelheden is een trambaan lichter geconstrueerd dan een reguliere spoorlijn. Door de lagere snelheden en kortere treinstellen kunnen bochten ook een krappere straal hebben.

## Spoor
Trambanen kunnen aangelegd worden in verschillende omgevingen, vaak in straten maar ook als vrijliggende baan. In dat laatste geval kan een trambaan gebouwd worden zoals een gewone spoorweg, met ballast en dwarsliggers, maar in klinkerbestrating of asfalt kan ook. Soms wordt ook een zogenaamde parkbaan of grasbaan aangelegd; boven op de fundering wordt een laag teelaarde aangebracht waarop gras gezaaid wordt. Dit wordt vooral uit esthetische overwegingen gedaan.

De spoorwijdte is veelal 1000 mm (meterspoor) of 1435 mm (normaalspoor). Afwijkende spoorwijdten in Europa zijn bijvoorbeeld: 900 mm, 1067 mm, 1100 mm. In GOS-landen hebben de meeste trambedrijven de spoorwijdte van 1524 mm (Russisch breedspoor)

## Enkelspoor/Dubbelspoor
In eerste instantie waren de meeste tramlijnen enkelsporig, meestal met wisselplaatsen. Een reden daarvoor waren de vaak smalle straatjes in oude steden. Aangezien er nog weinig overig verkeer was, kon er vrij veilig heen en weer gereden worden over hetzelfde spoor. Interlokale lijnen werden vanwege de kosten of de lage frequentie vaak (in eerste instantie of permanent) enkelsporig aangelegd. Naarmate het drukker werd in de steden werd de behoefte aan dubbelspoor groter; zodat er vaker gereden kon worden, met meer lijnen. Ook op elektrische interlokale lijnen werd enkelspoor en dubbelspoor toegepast.
Dankzij doorbraken ontstonden er meer straten waar dubbelspoor mogelijk was. Daardoor hoefden er bijvoorbeeld vanaf 1924 geen trams meer dóór het Binnenhof te rijden. Maar niet alle smalle straten of éénrichtingswegen verdwenen, en dus bestaat er in vele plaatsen nog enkelspoor, of liggen twee sporen in elkaar als strengelspoor vanwege de beperkte ruimte. In Amsterdam is er onder andere enkelspoor in de Amstelstraat (strengelspoor) en bij het Centraal Station. In Schiebroek is er een enkelsporige lus door de wijk. In Den Haag is er bijvoorbeeld enkelspoor in de Oranjelaan en op de Laakweg en Laakkade. Dit betreft meestal enkelspoor in de gewone rijrichting. Er was en is echter ook enkelspoor mogelijk aan één kant van een tweerichtingsweg, zonder afscheiding. In één richting rijd de tram dan dus tégen het autoverkeer in. 

### Seinen
Om ongelukken te voorkomen zijn er vaak seinlichten en kan een (inrij)verbod worden toegepast, zoals in de Amstelstraat in Amsterdam. Waarschuwingslichten zijn ook mogelijk, zoals in Gmunden in Oostenrijk. Maar zónder beveiliging komt ook nog voor. Op het voormalige enorme NMVB streektramnet in België kwam dat ook heel veel voor. Seinlichten en de tramclaxon was de enige 'beveiliging'. Op de Kusttramlijn en op de museumtramlijn te Thuin komt nog wel wat enkelspoor tegen-het-verkeer-in voor. Zonder seinlichten bestaat nog steeds in Amsterdam. De tramlijn in het openluchtmuseum te Arnhem is enkelsporig en heeft waarschuwingslichten. Op het enorme streektramnet rondom Katowice in Polen komt ook veel enkelspoor voor, ook tegen het verkeer in.
In plaats van seinlichten werden soms klapborden gebruikt; zoals bij het Binnenhof. Toen er nog geen seinlichten bestonden werden er op sommige lijnen voorwerpen gebruikt, zoals een sleutel of een stok. De chauffeur geeft die aan de chauffeur van de tegemoetkomende tram. Alleen dan mag hij doorrijden. Op enkele tram/treinlijnen in de wereld wordt zo'n systeem nog steeds toegepast. Daar er in België heel veel enkelspoor was, waren er dus ook heel veel seinlichten. Zie NMVB-seinstelsel voor het hoofdartikel hierover. Op het "tram"net van Charleroi zijn nog steeds de lichtseinen in gebruik; inmiddels zijn er moderne, maar met klassieke vormgeving. 

### Rijrichting
Daar waar er dubbelspoor is kan dat in principe in beide richtingen gebruikt worden, want in principe kan iedere tram achteruit rijden. Als er echter geen of weinig overloopsporen zijn beperkt dat de mogelijkheden en zal het alleen in uiterste nood of bij een testrit gedaan worden. Tweerichtingstrams zijn wat dat betreft wel makkelijker, vooral ook als er overloopsporen zijn. Maar in nood kan het met een éénrichtingstram ook. Na achteruitrijden via een overloopspoor kan er over "verkeerd" spoor verder gereden worden. Een beperking met sommige eenrichtingstrams is dat die geen deuren hebben voor de haltes aan de 'verkeerde' rijrichting. In België wordt dit tegenspoor genoemd; ook bij de spoorwegen. In de meeste landen rijd de tram dan dus links. Als dat ook op straat is, bijvoorbeeld wegens spoorvernieuwing of een ongeval, kan dat gevaarlijk zijn voor tegemoetkomende auto's. Op de Kusttramlijn is het heel gebruikelijk om het tegenspoor te gebruiken als dat nodig is. 
In rechts rijdende landen rijden ook trams gewoonlijk rechts. Vanwege de infrastructuur of de kosten werd en wordt er soms toch links gereden. Zoals hierboven al staat kwam dat in België veel voor, maar het bestaat bijvoorbeeld ook nog op een deel van de lijnen 7/9 in Zürich, op lijn 12 bij Stockholm, en op een lijn in Charleroi die nooit in gebruik genomen is. De reden is meestal de overgang van zijperrons naar (een) middenperron(s). 

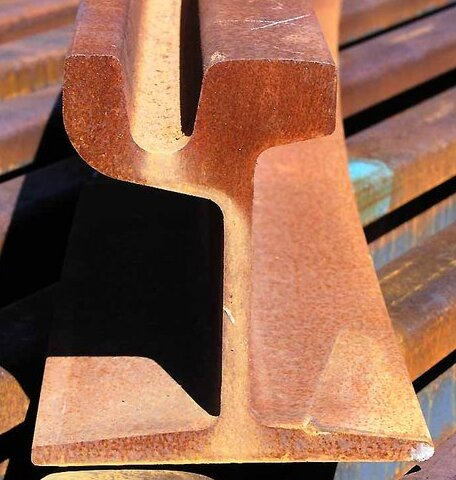
Groefrails worden gebruikt voor trambanen in wegen en straten.

### Groefrails
Groefrails worden het meest gebruikt bij tramsporen in het wegdek en in parken of grasstroken. Op loswallen voor treinsporen worden soms ook groefrails gebruikt, maar van een groter profiel. Treinwielen hebben een grotere flens waardoor ze niet in de groef van groefrails voor trams passen.
Bij tramrails, vooral in steden, moeten vaak zeer krappe bogen met kleine boogstraal (soms minder dan 20 meter) worden toegepast. Ook is verkanting, vanwege de ligging in het wegdek, soms niet mogelijk. Hoogstens kan een kleine verkanting worden toegepast. Op plaatsen buiten Nederland wordt soms in scherpe bogen de groef vaak ondiep uitgevoerd, waardoor het wiel in de buitenbocht tijdelijk op de flens, in plaats van op de wielband, rijdt. Hierdoor wordt de wieldiameter vergroot en de bocht makkelijk genomen. In zeer extreme gevallen is het zelfs zo dat alleen in de binnenbocht nog een groef zit, de buitenbocht bestaat uit niet meer dan een ijzeren plaat.

## Stroomvoorziening
Tegenwoordig rijden op vrijwel alle tramlijnen elektrische trams, die stroom krijgen van de bovenleiding. De spanning bedraagt meestal 600 volt, of bij modernere systemen 750 volt, gelijkspanning. De stroomafname gebeurt doorgaans met een pantograaf. Vroeger werd echter ook een sleepbeugel of een trolleystang gebruikt.

Onder andere in het Franse Bordeaux wordt op sommige gedeeltes van het tramnet een derde rail in plaats van de bovenleiding gebruikt. Om elektrocutiegevaar te voorkomen, is een speciaal systeem ontworpen, APS genaamd, dat ervoor zorgt dat alleen dat gedeelte onder spanning staat dat zich op dat moment onder de tram bevindt. In steeds meer steden worden alternatieve vormen ingevoerd, met name alleen bovenleiding bij haltes. De trams zijn voorzien van batterijen en laden op als ze daar stoppen.

## Wissels en seinen

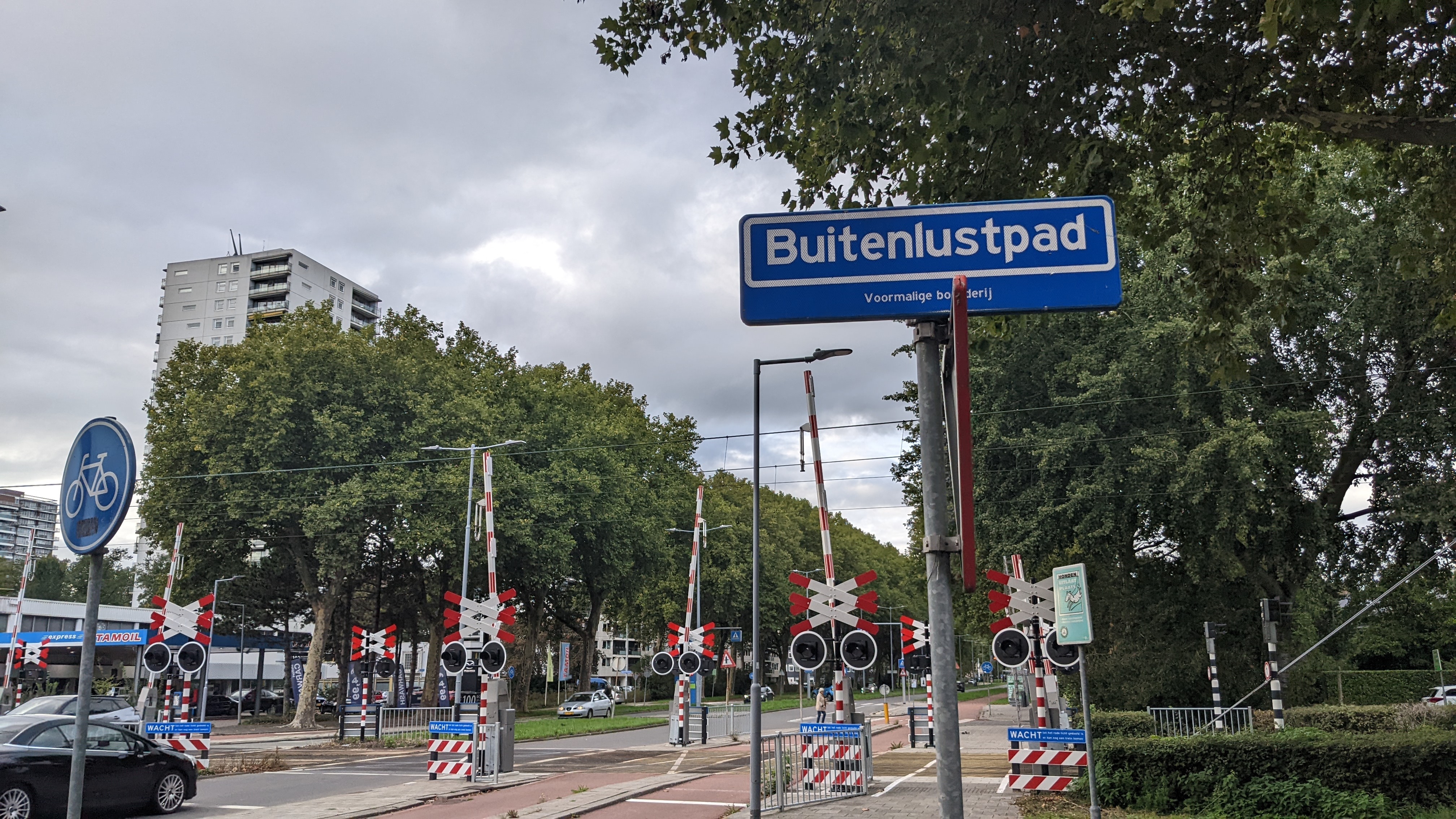
Sneltramoverweg met slagbomen op de Martin Luther Kinglaan in Ommoord.

Op de straattrajecten waar "op zicht" wordt gereden worden de wissels aangestuurd vanuit het voertuig in plaats van door de verkeersleiding of seinhuis, zoals bij het spoor.  Bij de meeste tramnetten worden routecodes gebruikt die de wissels automatisch in de goede stand zetten voor de gekozen route. Bij omleidingen en storingen kunnen de wissels handmatig bediend worden door een sleutel bij stuurpost.
In principe worden geen blokseinen gebruikt, behalve voor tunneltrajecten of plaatsen waar beperkt zicht is.  Wel zijn er vaak specifieke verkeerslichten voor trams (zoals het negenoog) bij kruispunten met autoverkeer. Deze kunnen voorrang geven aan de tram.
Ook zijn er vaak waarschuwingslichten om het wegverkeer tegen te houden. In sommige gevallen is er een spoorwegovergang conform aan die van de trein, maar in Nederland komt dat alleen voor op lijn 1 bij Delft. In België komt het alleen nog voor in het Zoniënwoud op lijn 44, maar zonder slagbomen. Op sneltrambanen zijn treinoverwegen met slagbomen gebruikelijker; zoals in IJsselstein en op de gelijkvloerse delen van de Rotterdamse metro. In die laatste gemeente worden die overwegen geleidelijk vervangen door overwegen die bijna gelijk zijn aan trein-overwegen. Op RandstadRail lijn E zijn ook trein-overwegen aanwezig. Twee daarvan dateren nog uit de tijd dat het een spoorlijn was.